# هرابیشین
هرابیشین (به چکی: Hraběšín) یک منطقهٔ مسکونی در جمهوری چک است که در ناحیه کوتنا هورا واقع شده‌است.